# Tierpark Bad Pyrmont
Het Tierpark Bad Pyrmont is een dierentuin in Bad Pyrmont, een kleine stad in het zuiden van de Duitse deelstaat Nedersaksen.

## Geschiedenis
De dierentuin ontstond toen een zakenman die een vogel- en bloemenpark bezat dit openstelde voor publiek. In de jaren daarna werden er meer dieren aan het park toegevoegd. In 1972 werd het park verpacht en uitgebouwd tot een dierentuin met zowel exotische als inheemse diersoorten. Toen de pachters echter in 1978 het park verlieten belandde het in financiële moeilijkheden. Het werd uiteindelijk gered door de vorming van een steungroep. Nadat het park in 2008 opnieuw van eigenaar was veranderd werd begonnen met een modernisering.

## Dierencollectie
De dierentuin heeft ongeveer 300 dieren van ruim 70 verschillende soorten.